# Симпатія
Симпатія (грец. συμπάθια — «потяг») — почуття стійкої емоційної схильності людини до інших людей. Почуття приязні, прихильності, доброзичливості до кого-небудь, чого-небудь. Теплі, ніжні почуття; уподобання . Почуття симпатії протилежне до антипатії.